# Paul C. Lauterbur
Paul Christian Lauterbur, (6 de mayo de 1929 - 27 de marzo de 2007, Sidney (Ohio), químico, Premio Nobel de Fisiología o Medicina 2003, compartido con Peter Mansfield por el desarrollo de la técnica de la imagen por resonancia magnética.
Lauterbur fue profesor en la Universidad de Stony Brook desde 1963 hasta 1985, donde realizó su investigación para el desarrollo de la resonancia magnética. En 1985 se convirtió en profesor junto con su esposa Joan en la Universidad de Illinois en Urbana-Champaign durante 22 años hasta su muerte en Urbana . Nunca dejó de trabajar con estudiantes universitarios en investigación, y se desempeñó como profesor de química, con nombramientos en bioingeniería, biofísica, la Facultad de Medicina de Urbana-Champaign y biología computacional en el Centro de Estudios Avanzados.